# トールキン 旅のはじまり
『トールキン 旅のはじまり』（トールキンたびのはじまり、Tolkien）は、2019年のアメリカ合衆国の伝記映画。監督はドメ・カルコスキ、主演はニコラス・ホルトが務めた。『指輪物語』の作者として知られるJ・R・R・トールキンの少年期・青年期を描いている。

## ストーリー
J・R・R・トールキンと弟のヒラリーは未亡人となった母親に育てられ、モーガン神父の助けでバーミンガムの小さなアパートで暮らす。だが12歳で母親を亡くし、後見人のモーガン神父の助けもあり、富裕な女性の援助を得て教育を続け、同じく援助を受ける女性エディス・プラットと知り合う。トールキンは名門高校に入学し、ロブ・キルター・ギルソン、ジェフリー・バッチ・スミス、クリストファー・ワイズマンと友人になり、4人でT.C.B.S.という秘密結社を結成する。友人たちと過ごす中で、トールキンは文学への関心を強めていく。エディスとの交際は成績に悪影響を与え、神父は奨学金を得るため、21歳になるまでの交際を禁じる。トールキンはエディスにこれを伝え、自分が21歳になるまで待ってくれるよう頼むが、エディスは断って別れを告げる。T.C.B.S.の4人は別々の大学に進む。トールキンはエディスからの婚約を告げる手紙を読んで絶望し、夜中にオックスフォード大学の中庭で自分の考案した言語を叫び、教授や学生らを起こす。トールキンの言語は言語学教授のジョセフ・ライトの注意を引く。トールキンの学業はうまく行かず、奨学金は打ち切られる。言語学こそ自分の進むべき道だと気づいたトールキンは専攻を変えてライトの授業を受け始める。第一次世界大戦が勃発し、T.C.B.S.の4人は戦争に志願する。トールキンに再会したエディスは今もトールキンを愛していることに気づき、婚約を破棄して二人は愛を誓う。トールキンはソンムの戦いに従軍し、病を得つつも生還する。病院で目覚めたトールキンは、スミスとギルソンが戦死し、ワイズマンは生還するも精神を病んだことを知る。
数年後、トールキンはオックスフォードの教授となり、エディスとの間に4人の子をなす。『ホビットの冒険』の着想を得る。

## キャスト
※括弧内は日本語吹替。
- J・R・R・トールキン: ニコラス・ホルト（内山昂輝）
  - 子供時代: ハリー・ギルビー（英語版）
- エディス・ブラット（英語版）: リリー・コリンズ（清水理沙）
  - 子供時代: ミミ・キーン（英語版）
- フランシス・モーガン神父（英語版）: コルム・ミーニイ（石原辰己）
- ジョセフ・ライト（英語版）: デレク・ジャコビ（糸博）
- ジェフリー・バッチ・スミス: アンソニー・ボイル（英語版）（木村良平）
  - 子供時代: アダム・ブレグマン
- ロバート・Q・ギルソン: パトリック・ギブソン（英語版）（藤田大助）
  - 子供時代: アルビー・マーバー
- クリストファー・ワイズマン: トム・グリン＝カーニー（豊永利行）
  - 子供時代: タイ・テナント
- サム: クレイグ・ロバーツ（石井マーク）
- ミセス・フォークナー: パム・フェリス（鈴木れい子）
- ヒラリー・トールキン: ジェームズ・マッカラム
  - 子供時代: ギレルモ・ベッドワード
- メイベル・トールキン: ローラ・ドネリー（英語版）
- ミセス・スミス: ジュネヴィーヴ・オライリー（英語版）
- ギルソン校長: オーウェン・ティール（英語版）

## 製作
2013年11月21日、フォックス・サーチライト・ピクチャーズとチャーニン・エンターテインメントがJ・R・R・トールキンの伝記映画の製作に乗り出していると報じられた。2017年7月24日、ドメ・カルコスキが本作の監督に起用されたとの報道があった。カルコスキにとって、トールキンの伝記映画の製作に関与することは子供時代からの念願であった。

### キャスティング・撮影
2017年7月25日、ニコラス・ホルトが本作の出演交渉に臨んでいると報じられた。8月30日、リリー・コリンズが本作に出演することになったとの報道があった。10月、コルム・ミーニイとトム・グリン＝カーニーの出演が決まった。11月、クレイグ・ロバーツのキャスト入りした。
本作の主要撮影は2017年10月にイギリスで始まり、同年12月14日に終了した。

## マーケティング・興行収入
2019年2月12日、本作のファースト・トレイラーが公開された。3月6日、本作のセカンド・トレイラーが公開された。
本作は『ザ・ハッスル』、『名探偵ピカチュウ』、『チア・アップ!』と同じ週に封切られ、公開初週末に600万ドル前後を稼ぎ出すと予想されていたが、実際の数字はそれを下回るものとなった。2019年5月10日、本作は全米1495館で公開され、公開初週末に220万ドルを稼ぎ出し、週末興行収入ランキング初登場9位となった。

## 評価
本作に対する批評家からの評価は平凡なものに留まっている。映画批評集積サイトのRotten Tomatoesには72件のレビューがあり、批評家支持率は47%、平均点は10点満点で5.51点となっている。サイト側による批評家の見解の要約は「『トールキン 旅のはじまり』には魅力的な時代背景と伝記映画に相応しい名演技があるが、J・R・R・トールキンの実像を的確に表現するための想像力が欠けている。」となっている。また、Metacriticには23件のレビューがあり、加重平均値は49/100となっている。